# Default (informatica)
Con default, in informatica, ci si riferisce allo stato o alla risposta di un sistema qualunque in assenza di interventi espliciti (ad esempio input o configurazioni dell'utente), ovverosia predefinito.

## Descrizione
Il termine si applica a qualunque concetto informatico, da quelli più piccoli come lo stato di una variabile alle reazioni di programmi complessi. Si dice ad esempio che una variabile contiene zero per default, significando che questa è zero quando viene creata e rimane tale in assenza di interventi. Oppure si può dire che un programma finanziario userà un'IVA al 22% per default, cioè sempre a meno che non si specifichi un valore diverso.
Si può applicare il concetto anche al comportamento dei programmi: un'azione di default è quella che il programmatore ha specificato come normale (in italiano, semplicemente predefinita o automatica), quando però interventi esterni o interni possono modificarla.